# Abseilen

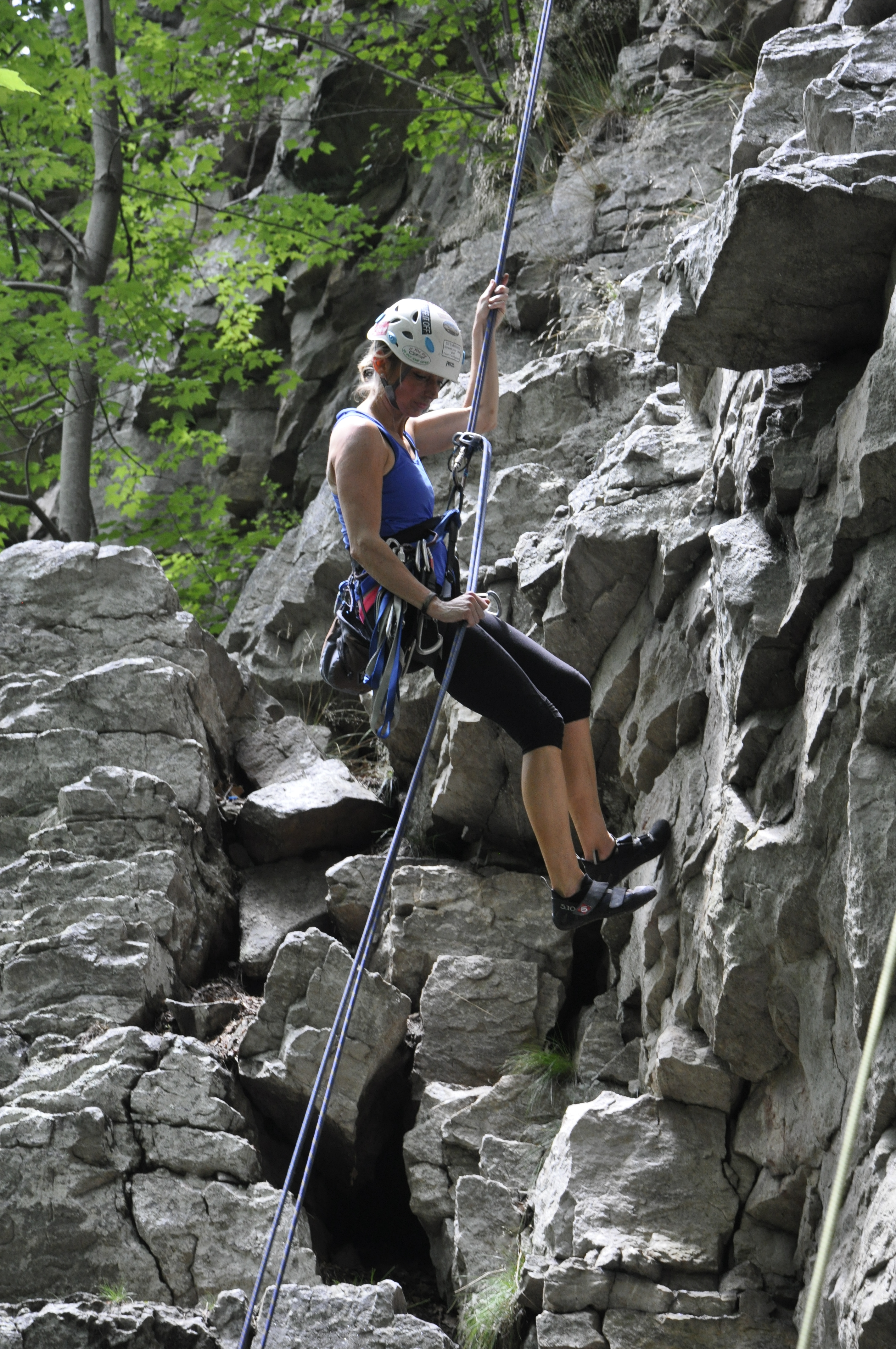
Abseilen am Fels

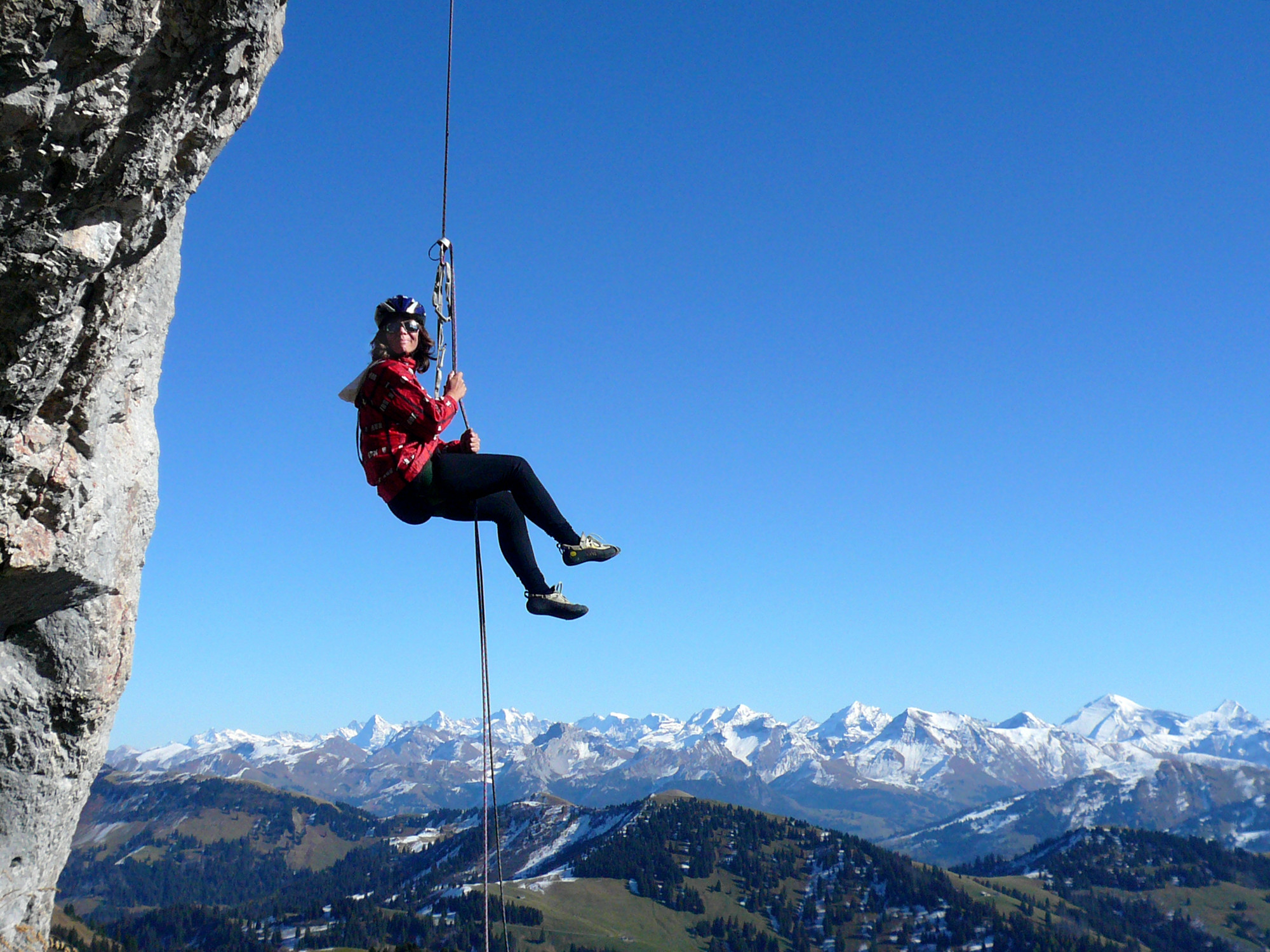
Abseilen an überhängendem Fels

Abseilen ist das selbsttätige Hinabgleiten an einem Seil einer Person von einem Berg, Fels oder einer anderen Anhöhe. Das Seil ist zu diesem Zweck an einem Fixpunkt befestigt und hängt nach unten. Das Abseilen wird im Sport beim Klettern, Canyoning, Caving, bei der Höhlenbefahrung sowie von bestimmten Berufsgruppen (Rettung, Bergung, Service- und Montagearbeiten an hohen Bauwerken) und im militärischen Bereich praktiziert. Im alpinen Bereich stellt es häufig die einzige Möglichkeit dar, wieder hinunter zu gelangen.
Unterschieden wird das Abseilen am fixierten, einfachen Seilstrang vom Abseilen am umgelenkten, doppelten Seilstrang. Um das Seil nach dem Abseilen abziehen zu können, muss ein Doppelstrang verwendet werden.
Vom Abseilen zu unterscheiden ist das Ablassen, bei dem eine andere Person das Seil bremst, welches in der Länge der Ablassstrecke durch einen Umlenkpunkt läuft. Eine seltene Mischform zwischen dem Abseilen und Ablassen stellt das Selbstablassen am umgelenkten Seil dar.
Im englischen Sprachraum ist das Lehnwort abseil geläufig, wobei im US-amerikanischen Englisch stattdessen häufiger rappelling (vom Französischen rappel) verwendet wird.

## Technik

### Fixpunkte
Zum Abseilen bedarf es eines zuverlässigen Fixpunkts. In Mehrseillängen-Routen ist dies üblicherweise der Standplatz, es können aber auch eigens eingerichtete Abseilpisten vorhanden sein, in denen die Fixpunkte eingerichtet sind. In Klettergärten wird die Fixpunkte häufig eigens eingerichtet.
Um einen Ausbruch des Fixpunktes zu vermeiden, sollte auf Redundanz geachtet werden. Diese kann z. B. durch zwei Bohrhaken, die durch eine Kette verbunden sind, hergestellt werden. In beliebten Kletter- oder Canyoningrouten ist oft bereits ein fixer Karabiner, ein Ringhaken oder ein Sauschwanz eingehängt. Falls diese nicht vorhanden sind, muss der Kletterer selbst für einen geeigneten Aufbau sorgen.
In diesen Ringhaken oder fixen Karabiner wird das Seil eingehängt und zwar so, dass beide Enden des Seils bis zum Boden oder bis zum nächsten Fixpunkt reichen.
Da das Seil beim Abseilen nicht unter Last durch den Haltepunkt gezogen wird, kann es – ausschließlich zum Zweck des Abseilens – auch direkt durch Reepschnüre oder Bandschlingen geführt werden, wie es etwa beim Alpin- und Eisklettern (Eissanduhren) üblich ist. Zum Ablassen wird hingegen die Gleitfläche eines metallischen Topropehakens, einer Abseilöse oder eines Karabiners benötigt. Das Ablassen über eine Reepschnur oder Seilschlinge würde durch Reibungswärme des durchlaufenden Seils zu Schmelzverbrennung und zum Reißen des textilen Materials führen.  Beim Abseilen an Sauschwänzen ist es bei unsachgemäßer Benutzung, z. B. beim Überklettern, zu Unfällen durch Seilaushängen gekommen.

### Abseilgeräte

Abseilen mit dem Tre Sirius

Kletterern wird empfohlen, Sicherungsgeräte auch zum Abseilen zu verwenden, da nur ein Gerät mitgeführt werden muss und die Handhabung besser geübt ist. In den vergangenen Jahrzehnten war der Abseilachter das am häufigsten verwendete Gerät, wurde aber inzwischen weitgehend abgelöst. Seit den 1990er Jahren wurden weitere technische Abseil- und Bremsgeräte entwickelt, die meist für bestimmte Anwendungszwecke optimiert wurden. Diese lassen sich grob in Autotuber, Tuber und Halbautomaten einteilen.

### Durchführung
Das Vorgehen beim Abseilen umfasst folgende Schritte:
Die Kletterin oder der Kletterer fixiert sich mit einer Selbstsicherung am Fixpunkt und bindet sich aus dem Seil aus.
Am Fixpunkt (Standplatz, Umlenker) wird das Seil in einen dort angebrachten Ringhaken, fixen Karabiner oder Sauschwanz eingefädelt und zwar so, dass beide Enden den Boden oder den nächsten Fixpunkt, bzw. Standplatz erreichen. Nur so kann das Seil abgezogen werden und ist trotzdem stabil verankert. Mit einem Seil von 50 Meter Länge kann im Doppelstrang also bis zu 25 Meter abgeseilt werden. Mit Halbseilen steht die volle Länge zur Verfügung. In diesem Fall wird ein Seilende im Fixpunkt durch den Ringhaken gezogen und durch einen Sackstich mit dem anderen Seil verbunden. Der Sackstich verhakt sich später beim Abziehen nur selten im Fels, da er sich aufstellt und somit Unebenheiten an der Felsoberfläche ausweicht.
Um ein Durchrutschen am Ende des Seils zu vermeiden, können beide Seile zusammen am Ende durch einen Knoten gesichert werden (siehe auch Gefahren). Die Seile werden vom Ende her in Schlaufen aufgenommen und in weiten Bogen nach außen geworfen, um zu verhindern, dass diese im Fels oder in Sträuchern hängenbleiben. Der Ruf „Achtung Seil“ warnt Seilschaften unter den Kletterern.
Es wird empfohlen beim Abseilen mit dem Tube eine Hintersicherung zu verwenden, im deutschen Sprachraum ist das fast immer ein Kurzprusik. Die Hintersicherung verhindert ein Durchlaufen des Seils durch das Abseilgerät falls der Abseilende aus Versehen das Seil loslässt. Ein Kurzprusik ist ein Prusikknoten, der mit einer kurzen dünnen Schlinge in das Seil geflochten wird und an der Beinschlaufe des Klettergurts befestigt wird. Nachteil des Kurzprusiks ist, dass er sich festziehen kann. Alternativ bietet sich für die Hintersicherung eine kurze Dyneema-Bandschlinge (30 cm lang, 1 cm breit) mit dem FB-Kreuzklemm an; dieser ist leichter zu knüpfen und schnell zu lösen. Die Talfahrt des Abseilenden kann aber auch vom Partner am unteren Fixpunkt oder Boden gestoppt werden, wenn dieser an beiden Enden des Seils zieht.
Nun werden beide Seilstränge in das Abseilgerät eingelegt und mit einem Schraub- oder Verschlusskarabiner an der Sicherungsschlaufe des Klettergurts befestigt. Mit einem Belastungstest wird anschließend überprüft, ob alle Teile halten und richtig eingelegt sind. Dazu wird das Abseilgerät wie auch die Hintersicherung Richtung Standplatz gezogen und der Abseilende setzt sich in das Abseilsystem. Erst dann wird die Selbstsicherung gelöst und die Abseilfahrt kann beginnen.
Während der Abseilfahrt muss die Sicherungshand immer an beiden Seilenden bleiben, um die Geschwindigkeit zu kontrollieren, diese führt auch die Hintersicherung mit. Mit den Beinen stößt man sich vom Fels ab.
Am nächsten Stand angekommen, wird als Erstes die Selbstsicherung im Fixpunkt eingehängt. Erst dann wird das Abseilsystem gelöst, indem zunächst das Abseilgerät entfernt wird und dann die Hintersicherung. Nach dem Lösen des Seilendknotes, kann das Seil abgezogen werden. Um die nächste Abseilstrecke vorzubereiten, wird das Ende durch den Ringhaken gefädelt und das Restseil durchgezogen.

## Gefahren und typische Fehler
Bei richtiger Handhabung sind Gefahren eher selten, es gibt aber einige typische Fehler, denen begegnet werden kann:
- Sturz von ganz oben

Der Abseilende stürzt noch vor Beginn der Abseilfahrt frei zu Boden, das Abseilgerät war nicht richtig eingelegt. Das kann verhindert werden, indem immer eine Selbstsicherung am Fixpunkt benutzt wird und ein Belastungstest durchgeführt wird, bevor die Selbstsicherung gelöst wird.
- Abgleiten am Seil

Der Abseilende rutscht ungebremst am Seil hinunter, weil er beide Hände oben am Seil behält. Das kann verhindert werden, wenn eine Hintersicherung benutzt wird und die Handhabung des Seils mit Sicherungshand geübt wird.
- Erster Abseilende stürzt bis zum Boden

Der Erste seilt in unbekanntes Gelände ab und muss den nächsten Fixpunkt suchen. Irgendwann stürzt er ungebremst bis zum Boden: das Seil war zu kurz, die Enden nicht gesichert und er hat nicht aufgepasst. Das kann verhindert werden, indem beide Seilenden mit einem Knoten zusammengebunden werden. Dadurch kann niemand mehr unbeabsichtigt durchrutschen. Es empfiehlt sich auch, einige Prusikschlingen dabei zu haben, um eventuell auch wieder am Seil nach oben zu gelangen, wenn versehentlich am Stand vorbeigeseilt wurde.
- Hängenbleiben

Der Abseilende hat mit dem Abseilvorgang begonnen, bleibt aber irgendwann hängen, weil sich etwas in das Abseilgerät gezogen hat und dieses blockiert. Typischerweise sind dies lange Haare, ein offenes Hemd und ähnliches. Daher empfiehlt es sich lange Haare zusammenzubinden und lose Kleidung zu fixieren.
- Abseilachter oder Tuber werden heiß

Bei längeren Abseilfahrten können der Tuber und insbesondere der Abseilachter sehr heiß werden. Um sich nicht zu verbrennen, sollten Berührungen mit dem Gerät vermieden werden.

## Historische Entwicklung

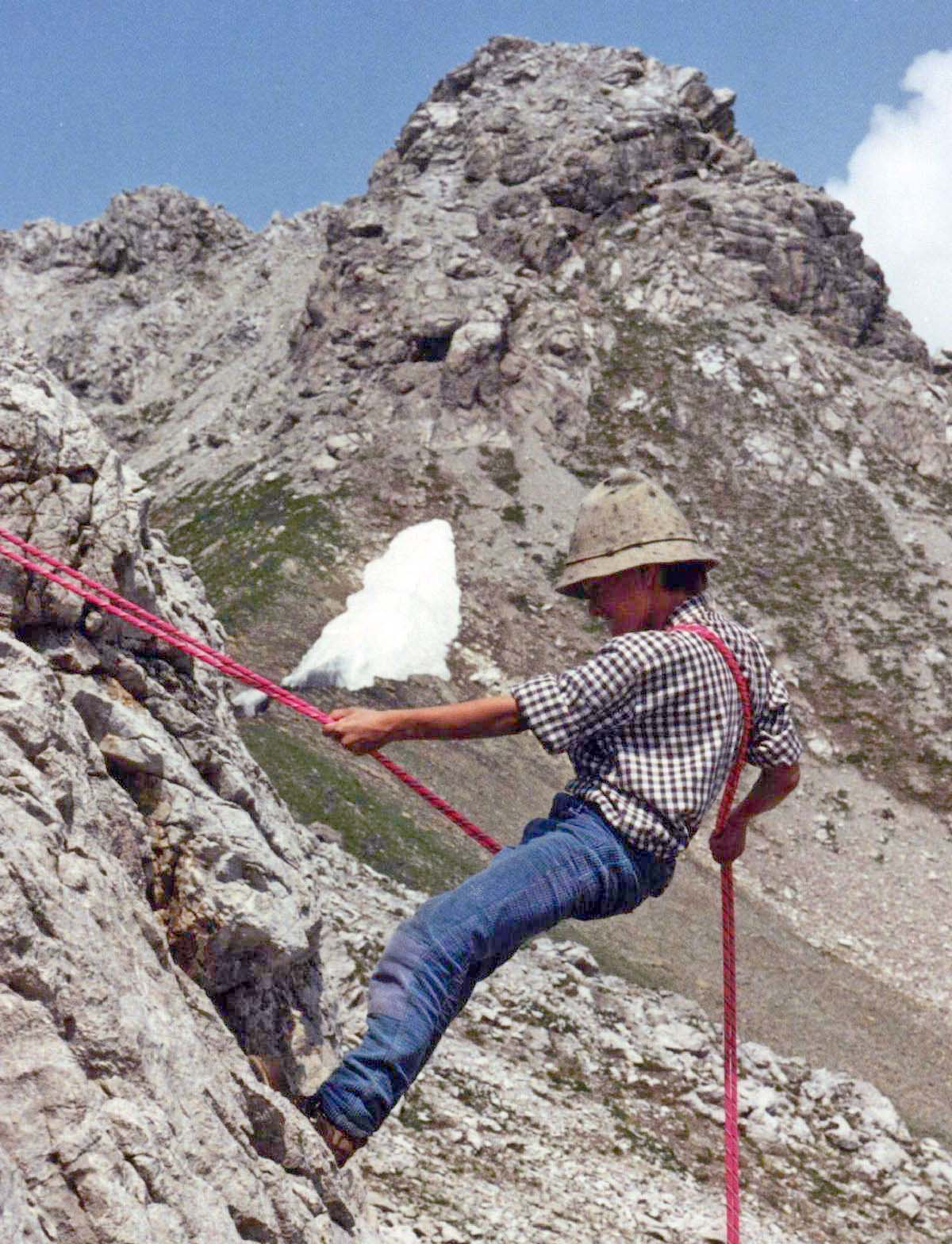
Abseilen im Dülfersitz

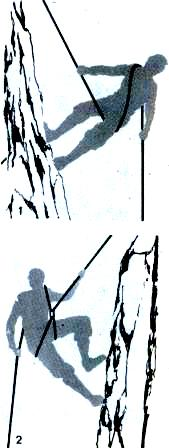
Abseilmethoden
1. Dülfersitz
2. Karabinersitz

Der Schweizer Bergführer Alois Pollinger ist der Erfinder des bis heute im Berg- und Klettersport üblichen Abseilens am umgelenkten, doppelten Seilstrang. Auf einer größeren Tour setzte Pollinger diese Technik zum ersten Mal am 25. und 26. August 1884 beim Abstieg über den steilen Westgrat der Dent Blanche (4357 m ü. M.) ein.
Im Laufe der Jahrzehnte wurden beim Bergsteigen und Klettern verschiedene Techniken entwickelt, um die für ein kontrolliertes Abseilen erforderliche Bremswirkung zu erzielen. Zunächst wurde das Seil in verschiedener Weise um den Körper geführt. Seit den 1970er Jahren wurden zunehmend eigens entwickelte Bremsgeräte und Karabinerhaken verwendet. Bei allen Methoden wird zur Bremsung die Reibungswirkung der ein- oder mehrfachen Windung des Seils am Körper des Kletterers oder am Bremsgerät genutzt.
Eine Weiterentwicklung war der Dülfersitz, bei dem das Seil um einen Oberschenkel und über die Schulter läuft. Der Karabinersitz ist eine andere historische Methode. Dülfersitz und Karabinersitz sind Methoden, die vor dem Aufkommen von Sitz- oder Komplettgurt angewandt wurden.
In den 1980er und 1990er Jahren wurde vor allem der Abseilachter verwendet. Da dieser aber nicht immer zuverlässig zu beherrschen ist, ist er heute kaum noch in Verwendung. Eine andere Möglichkeit ist mit einer Halbmastwurfsicherung (HMS) abzuseilen. Dabei wird die Bremswirkung des über einen Karabiner laufenden Seils zum Abseilen genutzt. Durch die starke Verwindung des im Halbmastwurf geführten Seils kann es zur Krangelbildung kommen. Daher wird diese Methode heute kaum noch benutzt, ist aber bei Verlust des Sicherungsgeräts eine Möglichkeit, trotzdem noch abzuseilen.